# M/T Žigljen
M/T Žigljen je bio trajekt za lokalne linije koji je od 1992. do 2008. bio u sastavu flote hrvatskoga brodara Jadrolinije. Brod je izgrađen 1971. godine u Švedskoj u brodogradilištu Ab Asiverken u Amalu pod imenom Farja 62/287 za švedsku državnu upravu za ceste. Od 1979. brod je mijenjao više imena i vlasnika dok ga nije 1992. kupila Jadrolinija i nazvala ga Žigljen. Odmah započinje ploviti na pruzi Prizna-Žigljen. Tu prugu je održavao do 2008. kada ga kupuje Viadukt. Brod je klasificiran kao Ro-Ro teretni brod. 2019. god. brod kupuje trgovačko društvo Alveus Capital d.o.o. iz Rijeke iz stečajne mase Viadukta nakon više od godinu dana mrtvog veza. Od lipnja 2020. brod je opet u službi. 
Brod ima kapacitet prijevoza do 6 teretnih tegljača, tj. 135 lane metara. Može postići maksimalnu brzinu od 9 čvorova.